# Apobletes excavatus
Apobletes excavatus är en skalbaggsart som beskrevs av Lewis 1906. Apobletes excavatus ingår i släktet Apobletes och familjen stumpbaggar. Inga underarter finns listade i Catalogue of Life.